# فرودگاه وارن (استرالیا)
فرودگاه وارن (استرالیا)  (به انگلیسی: Warren Airport (Australia))  یک فرودگاه همگانی  با کد یاتا QRR است که یک باند فرود سنگفرش دارد و طول باند آن ۱۱۸۷ متر است. این فرودگاه در  کشور استرالیا قرار دارد و در ارتفاع ۲۰۴ متری از سطح دریا واقع شده است.